# Eustroma semiatrata
Eustroma semiatrata är en fjärilsart som beskrevs av George Duryea Hulst 1881. Eustroma semiatrata ingår i släktet Eustroma och familjen mätare. Inga underarter finns listade i Catalogue of Life.